# Cal Gebut
Cal Gebut és una obra de Corbera d'Ebre (Terra Alta) inclosa a l'Inventari del Patrimoni Arquitectònic de Catalunya.

## Descripció
Edifici situat en un carrer en pendent. Es compon de planta baixa i tres pisos. Les obertures són irregulars i estan situades sense cap ordre. Les llindes són de fusta. A partir de la segona planta la façana és de tàpia. La zona inferior és de carreus de pedra i arrebossat. Hi ha una obertura a la planta baixa on s'hi troba una volta de pedra. Antigament va funcionar com a cafè i posteriorment fou la casa de l'Agutzil.